# Rue Chapon (Aubervilliers)
Pour les articles homonymes, voir Rue Chapon.
La rue Chapon à Aubervilliers, est une des anciennes rues du centre-ville.

## Situation et accès
Cette voie, dans le prolongement de la rue des Noyers, se dirige vers l'est et se termine au carrefour de la rue du Commandant-L'Herminier, de la rue Léopold-Rechossière (anciennement rue du Fort) et de la rue André-Karman, à l'angle du square Lucien-Brun (anciennement parc Firmin-Germier).

## Origine du nom

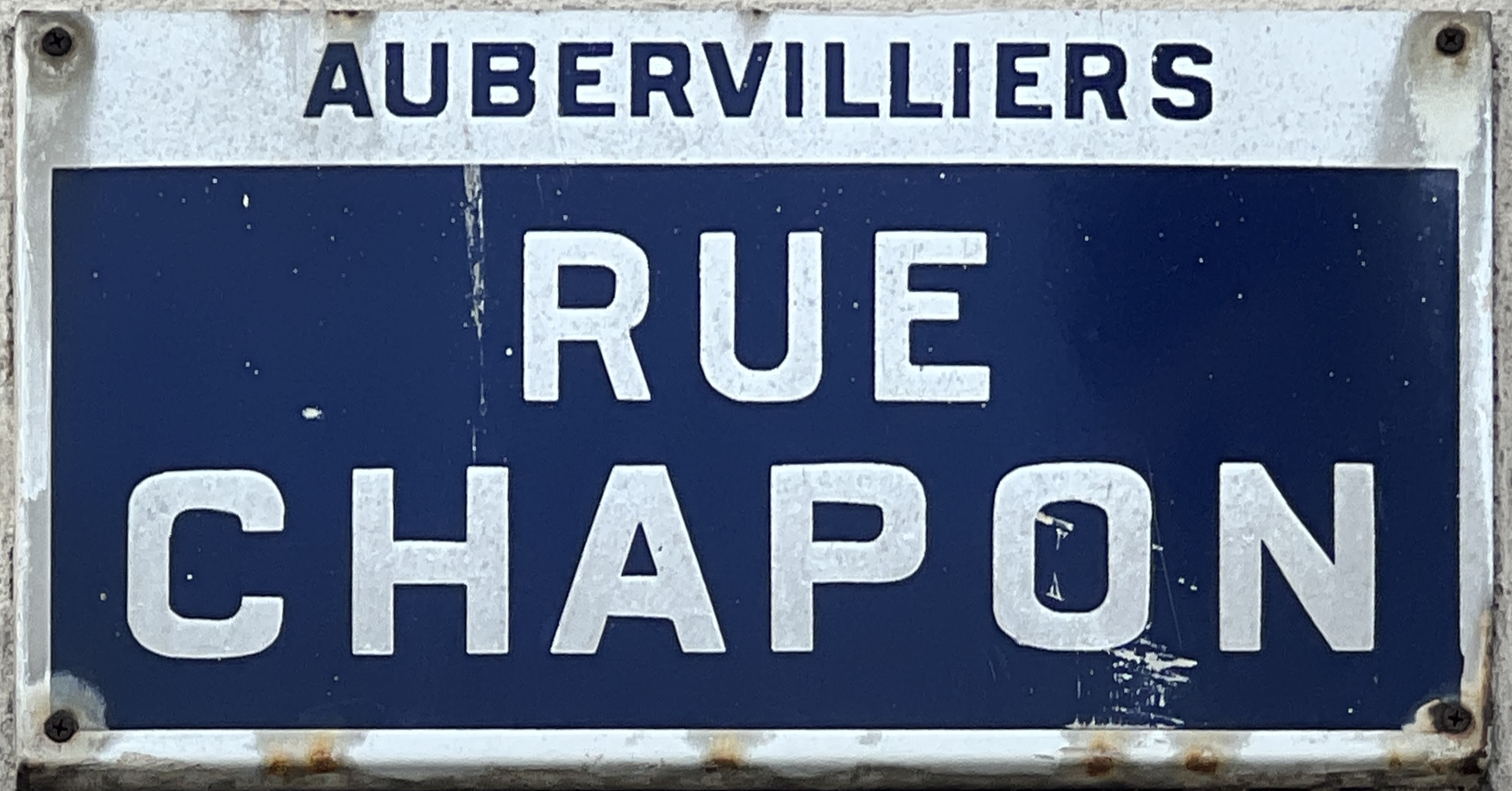
Plaque de la rue Chapon.

L'origine de cet odonyme n'est pas connue.

## Historique
C'est une rue au bâti hétéroclite composée notamment d’anciennes fermes, et dont l'alignement est par endroits antérieur au cadastre de 1808. Certains de ces bâtiments sont aujourd'hui rénovés et transformés,.

## Bâtiments remarquables et lieux de mémoire
- Église Notre-Dame-des-Vertus d'Aubervilliers.
- Square Lucien-Brun.
- Au no 3, une ferme dont la façade, la porte charretière ainsi que les pavés de la cour sont d'origine[7].

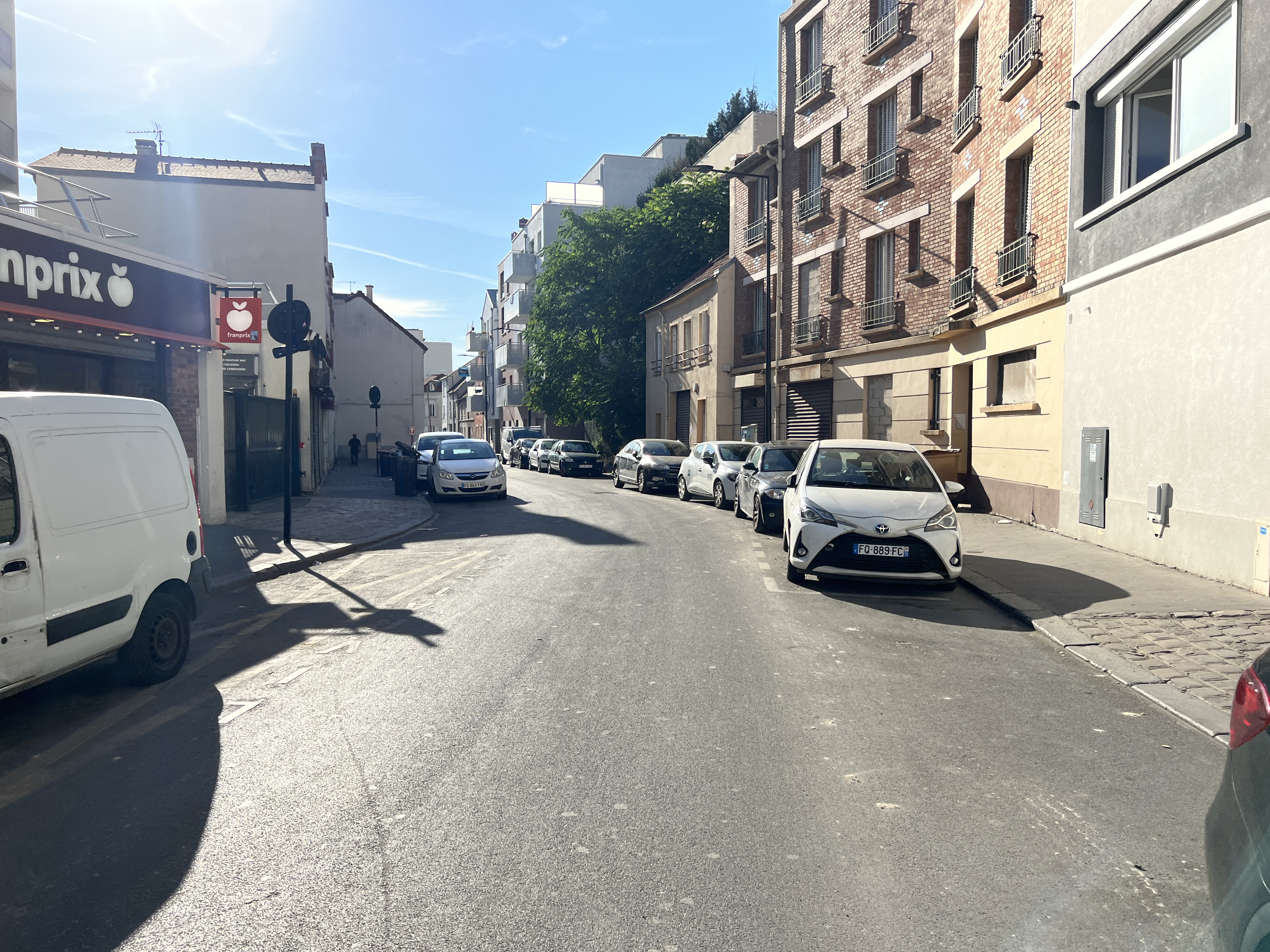
La rue en juillet 2022.
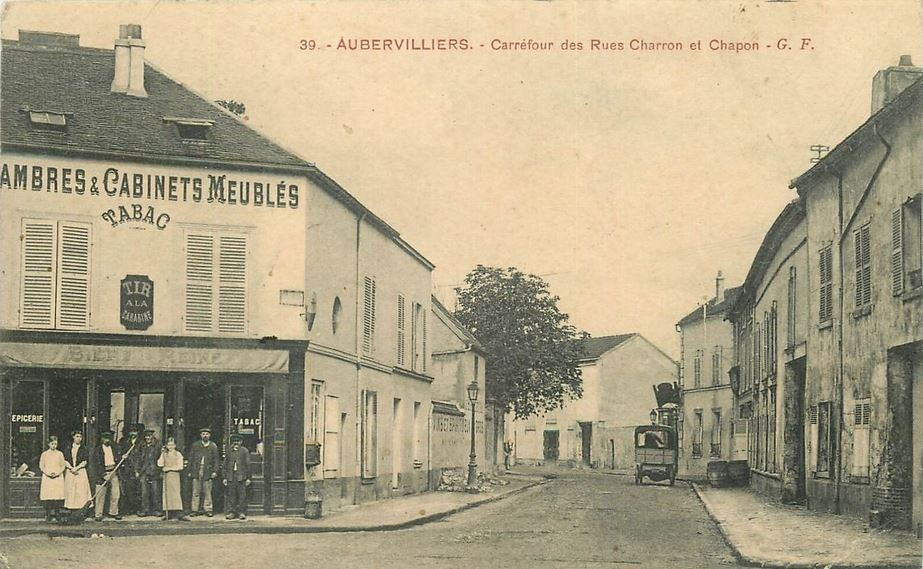
Rue Charron et rue Chapon.